# Mallada krakatauensis
Mallada krakatauensis är en insektsart som först beskrevs av Tsukaguchi in Tsukaguchi och Junichi Yukawa 1988.  Mallada krakatauensis ingår i släktet Mallada och familjen guldögonsländor. Inga underarter finns listade i Catalogue of Life.